# Nereis badiotorquata
Nereis badiotorquata är en ringmaskart som först beskrevs av Grube 1878.  Nereis badiotorquata ingår i släktet Nereis och familjen Nereididae. Inga underarter finns listade i Catalogue of Life.